# Lysiteles
Lysiteles is een geslacht van spinnen uit de  familie van de Thomisidae (krabspinnen).

## Soorten
- Lysiteles ambrosii Ono, 2001
- Lysiteles amoenus Ono, 1980
- Lysiteles anchorus Zhu, Lian & Ono, 2004
- Lysiteles annapurnus Ono, 1979
- Lysiteles arcuatus Tang et al., 2008
- Lysiteles auriculatus Tang et al., 2008
- Lysiteles badongensis Song & Chai, 1990
- Lysiteles bhutanus Ono, 2001
- Lysiteles boteus Barrion & Litsinger, 1995
- Lysiteles brunettii (Tikader, 1962)[1]
- Lysiteles catulus Simon, 1895
- Lysiteles clavellatus Tang et al., 2008
- Lysiteles conflatus Tang et al., 2008
- Lysiteles conicus Tang et al., 2007
- Lysiteles coronatus (Grube, 1861)
- Lysiteles corrugus Tang et al., 2008
- Lysiteles curvatus Tang et al., 2008
- Lysiteles davidi Tang et al., 2007
- Lysiteles dentatus Tang et al., 2007
- Lysiteles dianicus Song & Zhao, 1994
- Lysiteles digitatus Zhang, Zhu & Tso, 2006
- Lysiteles distortus Tang et al., 2008
- Lysiteles excultus (O. P.-Cambridge, 1885)
- Lysiteles guangxiensis He & Hu, 1999
- Lysiteles guoi Tang et al., 2008
- Lysiteles himalayensis Ono, 1979
- Lysiteles hongkong Song, Zhu & Wu, 1997
- Lysiteles inflatus Song & Chai, 1990
- Lysiteles kunmingensis Song & Zhao, 1994
- Lysiteles lepusculus Ono, 1979
- Lysiteles linzhiensis Hu, 2001
- Lysiteles magkalapitus Barrion & Litsinger, 1995
- Lysiteles maior Ono, 1979
- Lysiteles mandali (Tikader, 1966)
- Lysiteles miniatus Ono, 1980
- Lysiteles minimus (Schenkel, 1953)
- Lysiteles minusculus Song & Chai, 1990
- Lysiteles montivagus Ono, 1979
- Lysiteles niger Ono, 1979
- Lysiteles okumae Ono, 1980
- Lysiteles parvulus Ono, 1979
- Lysiteles punctiger Ono, 2001
- Lysiteles qiuae Song & Wang, 1991
- Lysiteles saltus Ono, 1979
- Lysiteles silvanus Ono, 1980
- Lysiteles sorsogonensis Barrion & Litsinger, 1995
- Lysiteles spirellus Tang et al., 2008
- Lysiteles subdianicus Tang et al., 2008
- Lysiteles suwertikos Barrion & Litsinger, 1995
- Lysiteles torsivus Zhang, Zhu & Tso, 2006
- Lysiteles transversus Tang et al., 2008
- Lysiteles umalii Barrion & Litsinger, 1995
- Lysiteles uniprocessus Tang et al., 2008
- Lysiteles wenensis Song, 1995
- Lysiteles wittmeri Ono, 2001